# Wilfred Agbonavbare
Wilfred Agbonavbare (Lagos, 1966. október 5. – Alcalá de Henares, 2015. január 27.) nigériai válogatott labdarúgókapus.

## Pályafutása

### Klubcsapatban
Lagosban született. Pályafutását a New Nigerian Bank csapatában kezdte 1983-ban, ahol hat évig játszott, majd 1990-ben a BCC Lions együtteséhez igazolt. Később Spanyolországba szerződött, ahol 1990 és 1996 között a Rayo Vallecano, majd 1996 és 1997 között az Écija Balompié kapuját védte. 

### A válogatottban
1983 és 1994 között 15 alkalommal szerepelt a nigériai válogatottban. Részt vett az 1994-es afrikai nemzetek kupáján, és az 1994-es világbajnokságon, ahol Peter Rufai mögött második számú kapusnak számított.

### Halála
Rákos megbetegedéssel küzdött. 48 éves korában a Madridhoz közeli Príncipe de Asturias kórházban hunyt el.

## Sikerei, díjai
Nigéria
- Afrikai nemzetek kupája (1): 1994